# Philippe Jeannol
Philippe Jeannol, född den 6 augusti 1958 i Nancy, Frankrike, är en fransk fotbollsspelare som tog OS-guld i fotbollsturneringen vid de olympiska sommarspelen 1984 i Los Angeles.